# Arenaria orbicularis
Arenaria orbicularis är en nejlikväxtart som beskrevs av Roberto de Visiani. Arenaria orbicularis ingår i släktet narvar, och familjen nejlikväxter. Inga underarter finns listade i Catalogue of Life.